# 南江口
南江口（みなみえぐち）とは大阪府大阪市東淀川区の地名である。現行行政地名は南江口一丁目から南江口三丁目。

## 概要
地域は東西に長く、西から1丁目、2丁目、3丁目と続く。
神崎川が地域北側に沿って東西に流れる。大阪府道16号大阪高槻線が地区の中央を横断する。そのやや西側を東海道新幹線が通る。

### 1丁目
基本的に住宅街であるが、一部多少開けた部分があり、商業施設がある。他に比べ公営住宅は多くない。主な施設は関西スーパー南江口店、ナフコ南江口店（ホームセンター）等である。新興住宅地もある。同区小松・瑞光・相川と接する。

### 2丁目
住宅地で、公営住宅が目立つ。新興住宅もある。また大阪市立南江口保育所がある。一部商業施設がある。主な施設はライフ江口店等。同区瑞光・井高野と接する。

### 3丁目
住宅地で公営住宅が目立つが、商業施設も一部ある。個人商店も多い。
大阪市環境局東淀工場、王子マテリア東淀工場がある。同区瑞光・摂津市と接する。また一部摂津市の飛び地がある。

## 歴史
元は江口村の一部であった。

## 世帯数と人口
2019年（平成31年）3月31日現在の世帯数と人口は以下の通りである。
| 丁目         | 世帯数    | 人口    |
| ------------ | --------- | ------- |
| 南江口一丁目 | 1,797世帯 | 3,612人 |
| 南江口二丁目 | 999世帯   | 1,878人 |
| 南江口三丁目 | 961世帯   | 1,731人 |
| 計           | 3,757世帯 | 7,221人 |

### 人口の変遷
国勢調査による人口の推移。
| 1995年（平成7年）  | 7,701人 | [ 6 ]  |  |
| 2000年（平成12年） | 8,176人 | [ 7 ]  |  |
| 2005年（平成17年） | 7,857人 | [ 8 ]  |  |
| 2010年（平成22年） | 7,454人 | [ 9 ]  |  |
| 2015年（平成27年） | 7,191人 | [ 10 ] |  |

### 世帯数の変遷
国勢調査による世帯数の推移。
| 1995年（平成7年）  | 3,074世帯 | [ 6 ]  |  |
| 2000年（平成12年） | 3,448世帯 | [ 7 ]  |  |
| 2005年（平成17年） | 3,470世帯 | [ 8 ]  |  |
| 2010年（平成22年） | 3,491世帯 | [ 9 ]  |  |
| 2015年（平成27年） | 3,451世帯 | [ 10 ] |  |

## 事業所
2016年（平成28年）現在の経済センサス調査による事業所数と従業員数は以下の通りである。
| 丁目         | 事業所数 | 従業員数 |
| ------------ | -------- | -------- |
| 南江口一丁目 | 25事業所 | 299人    |
| 南江口二丁目 | 18事業所 | 159人    |
| 南江口三丁目 | 56事業所 | 419人    |
| 計           | 99事業所 | 877人    |

## 校区
中学校
大阪市立瑞光中学校
小学校
大阪市立小松小学校（1番、2番の一部、3番、4番）、大阪市立大隅東小学校（左記以外）

## 町会
一丁目の一部が小松連合振興町会、それ以外が大隅西・東連合振興町会である。

## 最寄駅
Osaka Metro今里筋線の瑞光四丁目駅、井高野駅が最寄り（いずれも地域外れ）。
（阪急京都本線の上新庄駅、相川駅は両方ともに本地域西側の外れにあるが離れている。）

## その他

### 日本郵便
- 〒533-0003[3]（集配局：東淀川郵便局[13]）